# ويليام دينيسون كلارك
ويليام دينيسون كلارك (بالإنجليزية: William Dennison Clark) هو لاعب كرة قدم أمريكية أمريكي، ولد في 21 أكتوبر 1885 في ديترويت في الولايات المتحدة، وتوفي في 30 مايو 1932 في سايلم في الولايات المتحدة.